# Степаново (Новгородская область)
Степаново — деревня в Солецком районе Новгородской области России. Входит в состав Дубровского сельского поселения.

## История
В 1964 году Указом Президиума ВС РСФСР деревня Лопотуха переименована в Степаново.
В соответствии с Законом Новгородской области от 11 ноября 2005 года № 559-ОЗ деревня вошла в состав образованного Сосновского сельского поселения. 12 апреля 2010 года вошла в состав Дубровского сельского поселения.

## География
Расположена на западе региона, в лесной местности, по р. Крутец.

## Население
| 2010 |
| ---- |
| 13   |

## Инфраструктура
Лесное хозяйство, личное подсобное хозяйство.

## Транспорт
Просёлочные дороги.